# Isaac Lawson
Isaac Lawson (* 1704 in High Close, Plumbland, Schottland; † 1747 in Oosterhout) war ein schottischer Arzt und Mineraloge.

## Leben und Wirken
Lawson erwarb am 28. Dezember 1737 in Leiden seinen Doktor der Medizin mit einer Arbeit über Zinkoxyde.
Gemeinsam mit Jan Frederik Gronovius finanzierte er 1735 die erste Auflage von Linnés Systema Naturae.
Vom Frühjahr bis zum Herbst 1738 unternahm er eine ausgedehnte Reise zu den bekanntesten deutschen Minen, während der er ausgiebig Mineralien für seine private Mineraliensammlung zusammentrug. Über Hannover gelangt er zunächst nach Goslar. Von dort er aus unternahm er Exkursionen nach Zellerfeld und Clausthal. Drei Wochen später reiste er nach Sankt Andreasberg weiter. Von Züdlinburg aus sandte er Proben seiner gesammelten Mineralien an Hieronymus David Gaub (ca. 1705–1780), Jan Frederik Gronovius und Johann Andreas Cramer (1710–1777). Sein weiterer Weg führte ihn über Berlin und Halle nach Leipzig, wo er Johann Ernst Hebenstreit und Christian Gottlieb Ludwig begegnete. In Freiberg traf er täglich mit Johann Friedrich Henckel zusammen. In Karlsbad angekommen erkannte er, dass seine Pläne Prag, Wien und Ungarn zu bereisen nicht mehr realistisch waren, und er kehrte über Flandern und Holland nach England zurück.
Lawson wurde Arzt in der britischen Armee und nahm in dieser Funktion an den Österreichischen Erbfolgekriegen teil. Möglicherweise ist sein Tod auf die Schlacht bei Lauffeldt am 2. Juli 1747 zurückzuführen.

## Ehrungen
Carl von Linné benannte ihm zu Ehren die Gattung Lawsonia der Pflanzenfamilie der Weiderichgewächse (Lythraceae).

## Schriften
- Dissertatio academica sistens nihil. Leiden 1737 – Dissertation.
- Observationes Cometae, a R. P. Frantz Soc. Jes. factae, mense Februario anni MDCCXLIII. Viennae austriae. Ex epistola Rev. Petri Isaaci Carnabè, ad Isaacum Lawson, M. D. In: Philosophical Transactions. Band 42, Nr. 430, 1744, S. 457–458 (doi:10.1098/rstl.1742.0074, JSTOR:104201).